# Американо-барбадосские отношения
Американо-барбадосские отношения — двусторонние дипломатические отношения между США и Барбадосом. Государства поддерживают тёплые отношения с момента обретения Барбадосом независимости в 1966 году. Соединённые Штаты поддержали усилия правительства по расширению экономической базы страны и обеспечению более высокого уровня жизни для её граждан. Барбадос является бенефициаром Инициативы США по Карибскому бассейну. Помощь США направляется в основном через многосторонние агентства, такие как Межамериканский банк развития и Всемирный банк, а также через офис Агентства США по международному развитию (USAID) в Бриджтауне.

## История
В начале XVII века барбадосцы начали крупномасштабную миграцию из Барбадоса в районы Северной и Южной Каролины, став одними из первых поселенцев в этих штатах.
Первое английское поселение в Южной Каролине было основано в 1670 году, когда три корабля эмигрантов из Барбадоса приплыли вверх по реке Эшли. Первым кораблём, совершившим посадку, была «Каролина» в апреле 1670 года. Вскоре за ним последовали «Порт-Ройял» и «Три брата». Эти три корабля покинули Барбадос со 150 людьми на борту — двое погибли в пути. Поселенцы разбили палатки на его берегу и построили город, который с тех пор полностью исчез. Десять лет спустя было выбрано более благоприятное место для города, между реками Купер и Эшли. Здесь в 1680 году был основан Чарльз-Таун, где он остаётся сегодня с немного измененным названием Чарлстон. Поскольку барбадосцы десятилетиями занимались «плантационным» бизнесом, они принесли эту концепцию и связанную с ней культуру в Чарлстон в 1670-х годах.
В 1751 году Барбадос посетил Джордж Вашингтон. Он останавливался в том здании, который сейчас называется домом Джорджа Вашингтона.
Правительство США представлено на Барбадосе с 1923 года. С 1956 по 1978 год там оно вело торговлю химическим оружием.
В 1993—1994 годах Барбадос рассматривал возможность присоединения к Североамериканской зоне свободной торговли. Однако к 1996 году это предложение было отложено в пользу вступления в Зону свободной торговли Америки (FTAA).
В мае 1997 года премьер-министр Барбадоса Оуэн Артур принял президента США Билла Клинтона и 14 других лидеров стран Карибского бассейна во время первого в истории регионального саммита США в Бриджтауне. Саммит укрепил основу для регионального сотрудничества по вопросам правосудия и борьбы с наркотиками, финансов и развития, а также торговли.
Барбадос получает помощь по борьбе с наркотиками и имеет право на участие в строительной программе военных учений и гуманитарной помощи США.
Находящаяся в США телекоммуникационная компания Liberty Latin America является действующим поставщиком телефонных услуг для Барбадоса.

## Миссия

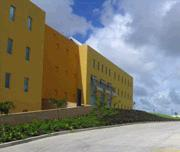
Посольство США в Уайлди, Сент-Мишель, Барбадос

Первое посольство США на Барбадосе располагалось в здании бывшего канадского Императорского коммерческого банка на Брод-стрит. В 1966 году оно было преобразовано из консульства в посольство. Израсходовав доступное пространство на Брод-стрит, посольство начало поиски новой штаб-квартиры. В 1997 году дипломатическая миссия искала специально построенное место в Уилди, а в 2003 году началось строительство нового посольства США, спроектированного Sorg Architects. 11 января 2007 года посольство переехало из трех старых мест в одно новое. В настоящее время миссия состоит из восьми правительственных агентств США, работающих в 24 странах и территориях по всему региону.

## Двусторонние отношения
Барбадос и власти США тесно сотрудничают в борьбе с незаконным оборотом наркотиков и другими формами транснациональной преступности. В 1996 году государства подписали договор о взаимной правовой помощи (MLAT) и обновленный договор о выдаче, охватывающий все общие преступления, включая сговор и организованную преступность. Соглашение о морских правоохранительных органах было подписано в 1997 году.
В 2006 году Барбадос посетило около 570 000 туристов (большинство которых из Великобритании, Германии, стран Карибского бассейна и США), в основном на круизных лайнерах. По оценкам, в стране проживает 3 000 американцев.
В 2011 году Барбадос был добавлен в список рабочих виз США.

## Дипломатические миссии
- Офис посольства США и юридического атташе ФБР в Барбадосе и восточно-карибском регионе находится в Уайлди, Сент-Мишель.
- Посольство Барбадоса в США находится в Вашингтоне. Барбадос также имеет два генеральных консульства, расположенных в Майами и Нью-Йорке.